# Yuhuang (sockenhuvudort i Kina, Liaoning Sheng, lat 40,73, long 120,89)
Yuhuang (kinesiska: 玉皇, 玉皇街道) är en sockenhuvudort i Kina. Den ligger i provinsen Liaoning, i den nordöstra delen av landet, omkring 240 kilometer sydväst om provinshuvudstaden Shenyang. Antalet invånare är 41 771. Befolkningen består av 21 308 kvinnor och 20 463 män. Barn under 15 år utgör 15,0 %, vuxna 15-64 år 78 %, och äldre över 65 år 5,0 %.
Närmaste större samhälle är Longgang, 3,6 km öster om Yuhuang. 
Genomsnittlig årsnederbörd är 723 millimeter. Den regnigaste månaden är juli, med i genomsnitt 177 mm nederbörd, och den torraste är februari, med 4 mm nederbörd.